# 권담
권담'(權湛, ? ~ 1423년)은 고려 말, 조선 초의 문신이다. 본관은 안동(安東)이다.

## 생애
고려 말에 문과에 급제하였다. 1389년, 공양왕 1년에 남원부사(南原府使), 다음해 산기상시(左散騎常侍)를 지내고, 1390년 이초(彛初)의 옥(獄)에 연루되어 강릉에 유배되었다.
조선 태종 때 우사간(右司諫)을 거쳐 1412년 공주목사(公州牧使)가 되었다. 세종 1년, 1419년에 황해도관찰사, 1423년에는 전주부윤(全州府尹)이 되었다. 1434년, 세종 16년에는 정조사(正朝使)의 부사(副使)로 명(明)나라에 다녀왔다.

## 가족 관계
- 증조부 : 권준(權準)
  - 할아버지 : 권염(權廉)
    - 아버지 : 권용(權鏞)